# 사기 (백제)
사기(斯紀, ?~?)는 백제의 인물이다.

## 생애
사기(斯紀)는 백제 사람으로 왕이 타는 말의 말굽을 상하게 하여 벌을 받을 것이 두려워서 고구려로 도망갔는데, 고구려와 백제 사이에 전쟁이 일어나자 백제에 귀순하였다. 고구려군의 군사기밀을 태자에게 제보하여 백제가 고구려를 대파하는데 결정적인 기여를 했다. 사기(斯紀)의 제보에 따라 근초고왕은 고구려 적기부대(赤旗部隊)를 공격하여 격파하고, 고국원왕을 죽이고 평양을 함락 시켰다.

## 사기가 등장한 작품

### 드라마
- 《근초고왕》(KBS, 2010년~2011년, 배우:전광진)
- 《한국사기》(KBS, 2017년~2017년, 배우:최현준)

## 같이 보기
- 근초고왕
- 고국원왕

## 참고 자료
- 삼국사기 백제본기 근구수왕조